# Demain des hommes
Pour les articles homonymes, voir Follow Me (homonymie).
Pour plus de détails, voir Fiche technique et Distribution.
Demain des hommes (Follow Me, Boys! ) est un film américain en Technicolor réalisé par Norman Tokar pour Walt Disney Pictures en 1966.
Consacré à un musicien et d'une classe de collégiens dont il devient le chef scout dans les années 1930 puis sa vie jusqu'à la retraite.

## Synopsis
En 1930, Lem Siddons saxophoniste d'un orchestre de jazz ambulant, est séduit par le charme de la petite ville de Hickory et surtout par celui d'une de ses habitantes, Vida Downey. Pour séduire la jeune femme, il a l'idée d'accepter la direction d'une équipe de scouts qui mobilisera l'énergie des enfants du voisinage et les empêchera de prendre le chemin de la délinquance - initiative qui va droit au cœur de la jeune fille.

## Fiche technique
- Titre français : Demain des hommes
- Titre belge : Suivez-moi, les gars[1]
- Titre original : Follow Me, Boys!
- Réalisation : Norman Tokar assisté de Terry Morse Jr.
- Scénario : Louis Pelletier d'après God and My Country de MacKinlay Kantor
- Direction artistique : Carroll Clark, Marvin Aubrey Davis
- Photographie : Clifford Stine
- Montage : Robert Stafford
- Musique : George Bruns
  - Orchestration : Walter Sheets
  - Chanson : Richard M. Sherman et Robert B. Sherman (Follow Me, Boys!)
- Décors : Emile Kuri, Frank R. McKelvy
- Costumes : Bill Thomas (création), Chuck Keehne, Neva Rames
- Coiffure : La Rue Matheron
- Maquillage : Pat McNalley
- Technicien du son : Robert O. Cook (superviseur), Robert Post (mixeur), Evelyn Kennedy (montage)
- Effets spéciaux : Eustace Lycett
- Effets Visuels : Jim Fetherolf (artiste mat)
- Producteur : Walt Disney, Winston Hibler (coproducteur), Jerome Courtland (assistant producteur)
- Société de production : Walt Disney Productions
- Société de distribution : Buena Vista Distribution Company
- Pays d'origine : États-Unis
- Format : Couleur (Technicolor)  - 1,75:1 - son : Mono (RCA Sound Recording)- 35 mm
- Genre : Drame
- Durée : 131 min
- Dates de sortie :
  -  États-Unis : 1er décembre 1966
  -  France : 14 février 1968

Sauf mention contraire, les informations proviennent des sources concordantes suivantes : Leonard Maltin, John West et IMDb 

## Distribution
- Fred MacMurray : Lemuel "Lem" Siddons
- Vera Miles : Vida Downey
- Lillian Gish : Hetty Seibert
- Charlie Ruggles : John Everett Hughes
- Elliott Reid : Ralph Hastings
- Kurt Russell : Whitey
- Luana Patten : Nora White
- Ken Murray : Melody Murphy
- Donald May : Edward White Jr
- Sean McClory : Edward White Sr
- Stephen Franken : POW lieutenant
- Parley Baer : Major Hi Plommer
- William Reynolds : Hoodoo Henderson
- Craig Hill : Leo
- Tol Avery : Docteur Ferris
- Willis Bouchey : juge
- John Zaremba : Ralph's Lawyer
- Madge Blake : Cora Anderson
- Carl Reindel : tank captain
- Hank Brandt : Frankie Martin
- Richard Bakalyan : Umpire
- Tim McIntire : corporal
- Willie Soo Hoo : Quong Lee
- Tony Regan : Hetty's lawyer
- Robert B Williams : Artie
- Jimmy Murphy : P.O.W. Soldier
- Adam Williams : P.O.W. Sergent
- Charles Wagenheim : Charlie, l'huissier de la cour
- Lem's Boys : 
  - Dean Morry : Hoodoo Henderson
  - Bill Booth : Leo
  - Keith Taylor : Beefy Smith
  - Rickey Kelman : Frankie Martin
  - Gregg Shank : Mickey Doyle
  - Donnie Carter : Red
  - Kit Lloyd : Oliver
  - Ronnie Dapo : Virgil "Tiger" Higgins
  - Dennis Rush :Jimmy
  - Kevin Burchett : Eggy
  - David Bailey : Duke
  - Eddie Sallia : Harry
  - Bill "Wahoo" Mills : David
  - Warren Hsieh : Quong Lee
  - Duane Chase : Joe
  - Mike Dodge : Phil
  - Gergor Vigen : Ronnie Larsen
  - Michael Flatley : scout 1 troop 1
  - Sherwood Ball : scout 3 troop 1
  - Colyer Dupont : scout at cliff
  - Dean Bradshaw : first scout in war games
  - Chris Mason : second scout in war games
  - Johnny Bangert : third scout in war games

Source : Leonard Maltin, Dave Smith, John West et IMDb

## Sorties cinéma
Sauf mention contraire, les informations suivantes sont issues de l'Internet Movie Database.
- États-Unis : 24 août 1966 (première), 1er décembre 1966, 1976
- Royaume-Uni : 19 mars 1967
- Danemark : 13 octobre 1967
- Australie : 11 avril 1968
- Finlande : 31 mai 1968
- Japon : 17 août 1968
- Suède : 30 septembre 1968
- Allemagne de l'Ouest : 1er novembre 1968
- Autriche : 8 novembre 1968

## Origine et production
Bien que le film Calloway le trappeur (1964) ne soit pas un succès financier, Disney considère que le duo Norman Tokar-Louis Pelletier (réalisateur-scénariste) a trouvé son rythme et les assigne sur Demain des hommes. Dans une interview Pelletier précise que Walt Disney avait constaté que ses producteurs n'avaient aucun film en cours et les a sommé de produire des films ainsi ils ont cherché des histoires à adapter. Le scénario de Demain des hommes est tiré du roman God and My Country de MacKinlay Kantor, lauréat du Prix Pulitzer,. Kantor est aussi l'auteur de Glory for Me adapté sous le nom Les Plus Belles Années de notre vie en 1946. Malgré cette base, la majorité des scènes présentées dans le film est issue de l'imagination du producteur Winston Hibler, du scénariste Louis Pelletier et de Walt Disney. La scénarisation a mis environ 6 mois et lors de la lecture du script final, Walt Disney qui venait de rencontrer Lillian Gish en visite au studio imagina une histoire sur une vieille femme qui abandonnait un lac à des scouts. L'histoire tenait en 15–20 minutes et n'avait rien à voir ou presque avec le script de Pelletier mais le producteur Winston Hibler a dû produire un film incorporant cette idée.
Tokar et Pelletier reprennent la même formule qui a fonctionnait pour Calloway le trappeur mais aussi Compagnon d'aventure  (1962), à savoir créer une atmosphère en usant d'une variété de clichés, d'anecdotes. Le film comporte aussi une scène de cordée sur une falaise, un classique du genre présent dans Scouts to the Rescue (1939), Henry Aldrich, Boy Scout (1944) ou Mister Scoutmaster (1953). Parmi les acteurs, Maltin note la présence de Luana Patten présente dans des productions Disney des années 1940, Mélodie du Sud (1946) et Danny, le petit mouton noir (1948).
Pour le tournage, le studio a recréé la ville d'Hickory à Burbank en rénovant les décors existants. La ville comprend alors une boutique, un marchand de glace, une banque, une salle de billard, une étable, un bureau ed presse, une boutique d'immobilier et le théâtre Bijou. Les scènes de camping ont été tournées au Golden Oak Ranch.
Demain des hommes est l'un des rares films de Disney en prise de vue réelle à avoir été amputé d'une scène majeures à la fin du tournage. La séquence intervenait juste avant le mariage de Lem et Vida et avait pour thème la traditionnelle vente de cookies pour obtenir un badge. Vida découvre un panier contenant du poulet grillé et un gâteau au chocolat et propose aux scouts de le vendre mais Lem l'interdit car le but est d'apprendre aux scouts à cuisiner et non vendre des cookies. Ensuite Vida et Lem se disputent au point de finir dans le lac. Bien que non nécessaire au film, la scène avait été utilisée par le service communication-publicité pour promouvoir le film et malheureusement elle ne figurait pas dans la version diffusée en salles.

## Sortie et accueil
Durant la promotion de Demain des hommes, le studio Disney a fortement insisté sur le fait que c'est une adaptation d'un roman de MacKinlay Kantor, lauréat du Prix Pulitzer. Ce film sort pour la période de Noël 1966 et attire de nombreux spectateurs comme au Radio City Music Hall de New York,. Il récolte 5,5 millions d'USD et malgré les critiques démontre qu'il existe un public important pour ce genre de film. Il ressort en 1976 raccourci de 10 minutes.
Bosley Crowther du New York Times considère le film comme « insupportablement négligé » et constate que lors de son visionnage le public âgé gloussait et reniflait tout au long du film. Il ajoute que le film est « un tel fouillis de sentiments sanglotant sur l'esprit de fraternité des scouts et une comédie sentimentale avec des émotions servies à la louche qu'il taxe la loyauté et la patience de n'importe quel fervent membre de la patrouille des castors. » Judith Crist du New York Herald Tribune note que « cette publicité de deux heures pour les Boy Scouts of America et cette eulogie extatique pour les Clichés de Américain au Cœur Pur et Simple d'Esprit est le genre de film à donner aux productions Disney une réputation immérité de sirupeux parmi les diabétiques ou les gens suivant un régime (sentimental) et autres adultes  bien pensant. » Le Time considère que le « film restaure la foi du public dans la délinquance juvénile. » Variety rapporte plutôt la réaction du public au lieu de donner son propre avis en déclarant que c'est une excellente comédie dramatique de Disney qui fait vibrer la corde correspondante chez chacun qu'importe sa faible sophistication et qu'elle capture l'esprit des américains ruraux des années 1930.
Le court métrage éducatif Alcoholism: Who Gets Hurt? sorti en octobre 1975 est un film de la série Questions!/Answers? qui comprend des extraits de Demain des hommes et présente un enfant est confronté à l'alcoolisme de ses parents. Le film ressort en 1976 avec une durée de 107 minutes au lieu des 131 d'origine. Il est édité en vidéo en 1984.

## Analyse
Pour Leonard Maltin, il y a deux lectures au film, la première constate que c'est le plus grand nombre de clichés utilisé par Disney pour un film, dans chaque situation et chaque dialogue. Les scènes sont calculées pour les rires, l'aventure ou les tiraillement du cœur. L'autre lecture est que malgré ce déluge de clichés, le film possède une forme de sincérité et une dose de conviction qui permettent à certains de tomber dans le sentimentalisme. Mais le film souffre du même mal que la plupart des productions Disney de l'époque, leur longueur. Pour Dave Smith, un formidable rassemblement de voitures anciennes ajoute à l'atmosphère nostalgique du film. Smith mentionne une Baker Electric de 1915, une Lincoln de 1927, plusieurs Ford et Chevrolet de 1929 et trois Cadillac de 1940,1946 et 1950.
Après une première demi-heure comique (avec un Fred MacMurray en chef un peu benêt) le film de Disney continue en suivant le cours de la vie de ce chef scout jusqu'à l'âge de la retraite, avec des sujets plus sérieux (mariage, mort, adoption, procès).